# Merry Christmas... Have a Nice Life
Merry Christmas... Have a Nice Life es el sexto álbum de estudio y el primer álbum navideño lanzado por Cyndi Lauper. El álbum reúne composiciones originales de la cantante junto con su colaborador Jan Pulsford, así como villancicos navideños. Al parecer, gran parte de las voces se grabaron en el gabinete de cedro de Lauper, ya que tenía una reverberación que a ella le gustaba. "Feels Like Christmas" apareció anteriormente en el álbum Hat Full of Stars, de 1993. En noviembre de 2019, el disco se lanzó por primera vez en formato de disco de vinilo (verde y limitado a 1,000 copias). El álbum recibió críticas favorables del sitio web AllMusic (recibió tres estrellas de cinco) y del periódico Los Angeles Times (recibió tres estrellas y media de cuatro). Se han vendido 26.000 copias en los Estados Unidos, según Nielsen SoundScan. Según el sitio web oficial de Cyndi Lauper, la canción "White Christmas" (clásico navideño compuesto por Irving Berlin y que tuvo éxito en la voz de Bing Crosby, alcanzando más de 50 millones de copias en todo el mundo) se grabó para el álbum, pero no apareció en la lista de pistas final del disco. La canción "Early Christmas Morning" fue lanzada como sencillo promocional.

## Listado de temas
- Fuente:[10]

1. «Home on Christmas Day» (Rob Hyman, Cyndi Lauper, William Wittman) – 4:06
2. «Early Christmas Morning» (Lauper, Jan Pulsford) – 5:07
3. «Rockin' Around the Christmas Tree» (Johnny Marks) – 2:45
4. «Christmas Conga» (Lauper, Pulsford) – 3:31
5. «Minnie and Santa» (Lauper, Pulsford) – 3:55
6. «Feels Like Christmas» (Eric Bazilian, Hyman, Lauper) – 4:30
7. «Three Ships» (Traditional) – 2:08
8. «New Year's Baby (First Lullaby)» (Lauper) – 4:27
9. «December Child» (Lauper, Pulsford) – 3:11
10. «In the Bleak Midwinter» (Gustav Holst, Christina Rossetti) – 4:02
11. «Silent Night» (Franz Gruber, Josef Mohr) – 4:18

## Singles
El álbum solamente tuvo un sencillo promocional:
- «Early Christmas Morning» (Lauper, Jan Pulsford) – 5:07